# جزیره بارو (استرالیای غربی)
جزیره بارو (استرالیای غربی) (به انگلیسی: Barrow Island (Western Australia)) یک جزیره در استرالیا است که در استرالیای غربی واقع شده‌است.